# داخوو
داخوو (به لهستانی:  Dachów) یک روستا در لهستان است که در گمینا بوبروویتسه واقع شده‌است. داخوو ۱۱۳ نفر جمعیت دارد.